# Crkva Uznesenja Blažene Djevice Marije u Zajezdi
Crkva Uznesenja Blažene Djevice Marije  je rimokatolička crkva u mjestu Zajezda, općini Budinščina, zaštićeno kulturno dobro.

## Opis dobra
Župna crkva Uznesenja Blažene Djevice Marije u naselju Zajezda, općina Budinšćina, srednjovjekovna je građevina iz druge polovice 15. st. s poligonalnim svetištem presvođenim radijalnim svodom, širom lađom recentno prekrivenom tabulatom, bočnom baroknom kapelom smještenom uz južni zid, baroknim predvorjem, te zvonikom koji se nalazi uz sjeverni zid svetišta. Drveni inventar sastoji se od kvalitetnog baroknog oltara sv. Josipa u bočnoj kapeli iz 1749. godine s rijetkim prikazom scene Prijestolja milosti na atici, oltara Blažene Djevice Marije u predvorju s početka 19. st., te dva oltara s kraja 19. stoljeća. Na zidu trijumfalnog luka prema lađi nalaze se fragmenti srednjovjekovnog oslika.

## Zaštita
Pod oznakom Z-2843 zavedena je kao nepokretno kulturno dobro - pojedinačno, pravnog statusa zaštićena kulturnog dobra, klasificirano kao "sakralna graditeljska baština".